# صوابی منیری
صوابی منیری (به انگلیسی: Swabi Maniri) یک منطقهٔ مسکونی در پاکستان است که در خیبر پختونخوا واقع شده‌است.